# 清水嘉与子
清水 嘉与子（しみず かよこ、1935年〈昭和10年〉11月9日 - ）は、日本の政治家、看護師。環境庁長官（第37・38代）、参議院議員（3期）などを歴任した。

## 来歴・人物
東京都立北園高校・東京大学医学部衛生看護学科出身。看護婦として、関東逓信病院看護部看護婦長、東京大学医学部教官、厚生省医務局看護課長などを務めた。
1989年の第15回参議院議員通常選挙に自民党公認、日本看護協会・日本看護連盟の推薦（石本茂の後継）を受けて、参議院比例区から出馬し、初当選。連続当選3回。党内では清和会に所属。労働政務次官・参議院文教委員長などを経て、1999年小渕改造内閣に環境庁長官として初入閣。翌年発足した第1次森内閣でも再任された。2007年政界引退。2007年11月、旭日大綬章を受章。
政治家の年金未納問題が注目された際に年金の未納が発覚している。

## 著書
- 『私たちの法律 保健婦助産婦看護婦法の解説』日本看護協会出版会 1985年
- 『私たちの法律 保健婦助産婦看護婦法を学ぶ』第2版 日本看護協会出版会 1988年
- 『一年生議員の永田町日記 清水嘉与子の365日』清水かよこ政策研究会 1990年
- 『永田町日記 清水嘉与子の活動記録』清水かよ子政策研究会 1992年
- 『循環型社会づくりと医療廃棄物』日本看護協会出版会 2001年

### 共編著
- 『看護法令ハンドブック』門脇豊子共編集　医学書院 1984年
- 『Nursing for all :社会のなかの看護』編）日本看護協会出版会 1988年
- 『看護法令要覧 平成9年版』門脇豊子、森山弘子共編 日本看護協会出版会 1997年
- 『看護・介護法令ハンドブック』門脇豊子共編　医学書院 2001年